# Glossosoma atrichum
Glossosoma atrichum är en nattsländeart som beskrevs av Ross 1956. Glossosoma atrichum ingår i släktet Glossosoma och familjen stenhusnattsländor. Inga underarter finns listade i Catalogue of Life.